# Бобовня (футбольный клуб)
«Бобовня» (бел. «Бабоўня») — белорусский футбольный клуб из Копыля.

## История
Футбольный клуб из города Копыль, откуда первоначально и взял своё название, который выступал на любительском уровне в чемпионате Минской области. В сезоне 2019 года клуб, под названием «Строитель», стал чемпионом Минской области. В 2021 году клуб заявился во Вторую лигу под названием «Копыльский район», позже вернув себе название «Копыль». В 2022 году клуб сменил название на «Бобовня». В марте 2024 года стало известно, что клуб стал участником обновлённой Второй лиги.

## Названия
- «Копыль» (2016—2018)
- «Строитель» Копыль (2019—2020)
- «Копыльский район» (2021)
- «Копыль» (2021)
- «Бобовня» Копыль (2022—н. в.)

## Достижения
Чемпионат Минской области
 Победитель: 2019

## Главные тренеры
| Главный тренер          | Период работы |
| ----------------------- | ------------- |
| Илья Николаевич Пухов   | 2019—2020     |
| Владислав Юрьевич Лещук | 2021—н. в.    |